# Csávoly
Csávoly è un comune dell'Ungheria situato nella contea di Bács-Kiskun, nell'Ungheria meridionale di 1 927 abitanti (dati 2009).

## Società

### Evoluzione demografica
Secondo i dati del censimento 2001 il 97,0% degli abitanti è di etnia ungherese.
È presente una piccola minoranza tedesca e croata.

## Storia
Il primo documento in cui è menzionato Csávoly risale al 1198.Ebbe molti proprietari fino al 1374. Come dimostrato dai resoconti delle tasse, nel 1580 il comune era composto da 22 case nel 1580.
In seguito fu distrutto e fondato numerose volte. La prima chiesa risale al 1740. Tra il 1782 e il 1784 424 tedeschi emigrarono.
Nel 1947, in accordo col Decreto di Potsdam, tutti gli abitanti di origine tedesca (che risultarono essere 553) furono deportati in Germania e furono rimpiazzati da ungheresi provenienti dalla Slovacchia.